# Радянська Україна (китобійна база)
«Радянська Україна» — китобійна база проєкту 392, побудована на Миколаївському суднобудівному заводі імені І. С. Носенка у 1957—1959 роках. «Радянська Україна» була найбільшою китобійною базою у світі, здатною переробляти 75 китів на добу сумарною вагою 4 000 тонн. У 1959—1987 роках — флагман однойменної китобійної флотилії, остання промислова флотилія СРСР, що вела видобуток китів в Антарктиді. Загалом було видобуто, за офіційними даними, понад 37 000 тварин. У 1987 році перероблена на рибоконсервну базу, а 1995 року списана і розібрана на метал у турецькому місті Аліага.

## Історія
Проєкт судна розроблявся в центральному конструкторському бюро «Морпромсуд» (Ленінградське КБ «Восток») головним конструктором В. І. Могилевичем. 
Загалом за проєктом 392 було побудовано два судна, «Радянська Україна» (1959) і «Радянська Росія» (1961). Обидва судна будувалися на суднобудівному заводі імені І. С. Носенка для Міністерства рибного господарства УРСР. Планувалося будівництво третьої китобази — «Радянська Білорусія», проте потім від цих планів відмовилися. Головні двигуни, вже замовлені заводом, були використані для будівництва суховантажних суден «Полтава» і «Полоцк» проєкту 594 у 1962—1963 роках.
27 червня 1957 року в урочистій обстановці на стапелі суднобудівного заводу імені І. С. Носенка було закладено промислове судно «Радянська Україна», яке стало флагманом китобійної флотилії СРСР.
Вихід в перший антарктичний рейс судна планувався уже в четвертому кварталі 1959 року. На китобазі перебував гелікоптер для розвідки місцезнаходження китів, в об'ємних цистернах знаходилися значні запаси пального та води; у трюмі було достатньо приміщень для харчів і різного роду спорядження для виконання робіт, як для промислового судна, так і для китобійних суден, які його супроводжували. Для забезпечення електроенергією, на китобазі були змонтовані генератори, які виробляли енергії достатньої для невеликого міста. У свій перший рейс промислове китобаза вийшла з порту приписки Одеса восени 1959 року.
«Радянська Україна» могла обробляти до 75 китів сумарною вагою до 4 000 тонн на добу, виробляючи до 1 000 тонн жиру і 200 тонн харчового борошна за стовідсоткової переробки туші. Китів на судно доставляли через спеціальну конструкцію на кормі — сліп, що складався з двох відділів — кормового, завдовжки 37 метрів, і центрального — завдовжки 46 метрів, які з'єднуються через прохід у середній рубці. Бак двоярусний із рубкою. На юті розташовувалася надбудова, друга рубка і димові труби, поставлені в поперечній площині (між ними розташовувався вертолітний ангар). Через сліп китові туші втягувалися прямо на обробну палубу.
У 1971 році китобійну флотилію «Радянська Україна» за успіхи в розвитку китобійного промислу було нагороджено орденом Жовтневої Революції. На борту китобази була власна друкарня, видавалася газета «Китобій України», друкували календарі та іншу друковану продукцію.
У зв'язку з інтенсивним виловом у 1972 році в США було ухвалено «Акт із захисту морських ссавців», який заборонив видобуток та імпорт морських ссавців, за винятком кількох випадків (промисел корінними народами — ескімосами та алеутами і виготовлення ними предметів народного промислу). Через 10 років Міжнародна китобійна комісія прийняла мораторій на комерційний китобійний промисел, починаючи з 1985 року. 
У 1987 році «Радянська Україна» повернулася зі свого останнього рейсу. Судно переобладнали на рибопромислове, а через вісім років, 31 липня 1995 року, списали і розібрали на метал у турецькому місті Аліага.

## Технічні характеристики
За конструктивним типом «Радянська Україна» трипалубна, система набору корпусу змішана, з баком, з рубкою і надбудовою в носовій частині, з надбудовою в кормі, з похилим носом і крейсерською кормою. Система охолодження розсільна, холодоагент аміак, 10 компресорів, температура в трюмах -20 °С.
Основне призначення — приймання китових туш у морі від китобійних суден, заморожування китового м'яса, вироблення китового жиру і борошна, зберігання і транспортування продукції китобійного промислу, постачання китобійних суден, культурно-побутове і медичне обслуговування їхніх екіпажів.
Судно має велику кількість вантажних відсіків і вантажного оснащення:
- 1 вантажний трюм місткістю 980 м3;
- 1 борошняний трюм місткістю 7770 м3;
- 2 рефрижераторних трюми місткістю 2040 м3 і 3550 м3;
- 36 жирових танків загальною місткістю 21690 м3;
- 2 вантажних крани «КЕ-26» вантажопідйомністю по 5 тон;
- 10 вантажних стріл вантажопідйомністю 2×10 тон, 6×5 тон і 2×3 тон.

Основні технічні характеристики:
- Дальність ходу: 9100 миль;
- Автономність: 25 діб;
- Екіпаж: 509 осіб (усього ліжкових місць — 536);
- Дедвейт: 25720 тон;
- Довжина: 217,48 м;
- Ширина: 27,93 м;
- Висота борту: 19,05 м;
- Осадка: 6,42 м (пуста); 10,83 м (повна);
- Головний двигун: дизельний «674-VTBF-160» (завод Burmaser & Wain, Данія);
- Потужність головного двигуна: 2×7500 к.с.;
- Швидкість: 16,0 вузлів.

## Нагороди
- Орден Жовтневої Революції (1971).

## Пам'ять
- Поштою СРСР у 1961 році було випущено поштову марку з зображенням китобійної бази «Радянська Україна».
- Китобійній базі «Радянська Україна» присвячено один з радянських значків серії «Корабли Николаева».
- В Одеському торговельному порту встановлено меморіальну дошку на згадку китобоїв флотилій «Слава» і «Радянська Україна», що загинули під час рейсів.